# Onthophagus lamottei
Onthophagus lamottei är en skalbaggsart som beskrevs av Frey 1962. Onthophagus lamottei ingår i släktet Onthophagus och familjen bladhorningar. Inga underarter finns listade i Catalogue of Life.